# Canadian Championship 2008
De Canadian Championship 2008 was een voetbalcompetitie die plaatsvond in de steden Montreal, Toronto en Vancouver.
De deelnemende teams waren Montreal Impact, Toronto FC en Vancouver Whitecaps. Het toernooi bestond uit een thuis en uitduels tussen elke team. Montreal Impact plaatste zich voor de CONCACAF Champions League 2008-2009.

## Eindstand
| Team                | Pts | Pld | W | D | L | GF | GA | GD |
| ------------------- | --- | --- | - | - | - | -- | -- | -- |
| Montreal Impact     | 7   | 4   | 2 | 1 | 1 | 5  | 2  | +3 |
| Toronto FC          | 5   | 4   | 1 | 2 | 1 | 4  | 4  | 0  |
| Vancouver Whitecaps | 4   | 4   | 1 | 1 | 2 | 3  | 6  | -3 |

|  | Gekwalificeerd voor de voorronde van de CONCACAF Champions League                            |
|  | Teams die zich niet hebben gekwalificeerd voor de voorronde van de CONCACAF Champions League |

## Programma
|                       |            |          |                 |                                                                              |
| 27 mei 2008 19:30 EST | Toronto FC | 1 – 0    | Montreal Impact | Stade Saputo Montreal, Canada Toeschouwers: 12,083 Scheidsrechter: Paul Ward |
| 27 mei 2008 19:30 EST | Velez 72'  | (Report) |                 | Stade Saputo Montreal, Canada Toeschouwers: 12,083 Scheidsrechter: Paul Ward |

|              |                            |     |                     |                                                                                    |
| 17 juni 2008 | Montreal Impact            | 2–0 | Vancouver Whitecaps | Stade Saputo Montreal, Canada Toeschouwers: 10,054 Scheidsrechter: Silviu Petrescu |
| 17 juni 2008 | Jefferson 25' Gjertsen 35' |     |                     | Stade Saputo Montreal, Canada Toeschouwers: 10,054 Scheidsrechter: Silviu Petrescu |

|              |                     |                     |                 |                                                                                      |
| 25 juni 2008 | Vancouver Whitecaps | 0–2                 | Montreal Impact | Swangard Stadium Vancouver, Canada Toeschouwers: 4,412 Scheidsrechter: Domenic Scali |
| 25 juni 2008 |                     | Brown 30' Testo 66' |                 | Swangard Stadium Vancouver, Canada Toeschouwers: 4,412 Scheidsrechter: Domenic Scali |

|             |            |                 |                     |                                                                              |
| 1 juli 2008 | Toronto FC | 0–1             | Vancouver Whitecaps | BMO Field Toronto, Canada Toeschouwers: 18,938 Scheidsrechter: Steve Depiero |
| 1 juli 2008 |            | Nash 36' (pen.) |                     | BMO Field Toronto, Canada Toeschouwers: 18,938 Scheidsrechter: Steve Depiero |

|             |                     |     |                      |                                                                                          |
| 9 juli 2008 | Vancouver Whitecaps | 2–2 | Toronto FC           | Swangard Stadium Vancouver, Canada Toeschouwers: 5,228 Scheidsrechter: Carol-Ann Chenard |
| 9 juli 2008 | Sebrango 43' 87'    |     | Edu 61' Ricketts 76' | Swangard Stadium Vancouver, Canada Toeschouwers: 5,228 Scheidsrechter: Carol-Ann Chenard |

|              |              |          |                 |                                                                                |
| 22 juli 2008 | Toronto FC   | 1 – 1    | Montreal Impact | BMO Field Toronto, Canada Toeschouwers: 20,107 Scheidsrechter: Silviu Petrescu |
| 22 juli 2008 | Ricketts 15' | (Report) | Brown 26'       | BMO Field Toronto, Canada Toeschouwers: 20,107 Scheidsrechter: Silviu Petrescu |